# Pietro Mazzone
Pietro Mazzone (Napoli, 13 febbraio 1868 – Napoli, 31 maggio 1934) è stato un cantante e chitarrista italiano.

## Biografia
Pietro Mazzone (detto 'o romano) nacque a Napoli il 13 febbraio 1868. Dotato di una voce calda e ben modulata, nel 1892 fu il primo (e forse l'unico) interprete della prima versione, intitolata 'O mare e ba, della famosa canzone 'O marenariello, scritta da Diodato Del Gaizo e musicata da Salvatore Gambardella, la quale ebbe riscontri assai modesti. Nel 1893 Gennaro Ottaviano, utilizzando la stessa musica di Gambardella, creò un nuovo testo letterario, realizzando la versione del brano ancor oggi conosciuta.
Tra la fine del secolo e i primi del Novecento Mazzone trovò lavoro fisso esibendosi come cantante in piccole trattorie di Pozzuoli e Napoli, insieme con il chitarrista Walter Fugazza, detto 'o figlio d'a signora, grazie al quale imparò a suonare la chitarra.
Il 24 aprile 1910, grazie ai fratelli Americo e Vincenzo Esposito, titolari della casa discografica Phonotype, Pietro Mazzone fu il primo posteggiatore della storia ad incidere un disco a 78 giri: Stornelli montagnoli 1ª e 2ª parte e A malignità d'e femmene/A lusinga d'o piscatore. L'ottima performance discografica fece diventare il cantante, insieme con Elvira Donnarumma, Giuseppe Godono, Roberto Ciaramella e Diego Giannini, una delle punte di diamante della Phonotype. A partire da allora egli incise oltre cento brani tra canzoni napoletane d'autore e popolari, con le più famose case discografiche del tempo, quali la Pathé e la Favorite Record. Esemplare fu la sua versione, al maschile, del canto di prostituzione So' Bammenella 'e copp' 'e Quartiere di Raffaele Viviani.
Tra il 1912 e il 1919 Mazzone partecipò a numerose audizioni di Piedigrotta, presentando sempre brani di successo, scritti da firme illustri quali Libero Bovio, Ernesto Murolo, Gaetano Lama e Rodolfo Falvo.
Nel 1924 Mazzone ritrovò l'amico chitarrista Fugazza, con il quale ritornò ad esibirsi in trattorie di second'ordine. Continuò la sua attività fino alla fine degli anni venti, dopodiché alcuni acciacchi al cuore lo obbligarono al riposo assoluto, fino alla sua morte, avvenuta il 31 maggio 1934.
Il nipote Antonio Mazzone, in arte Nino Fiore, è stato uno dei cantanti partenopei più popolari in Italia e all'estero, attivo soprattutto negli anni sessanta e settanta.
| Controllo di autorità | SBN RMRV157183 |